# 洛普什諾
49°22′33″N 23°13′12″E / 49.37583°N 23.22000°E

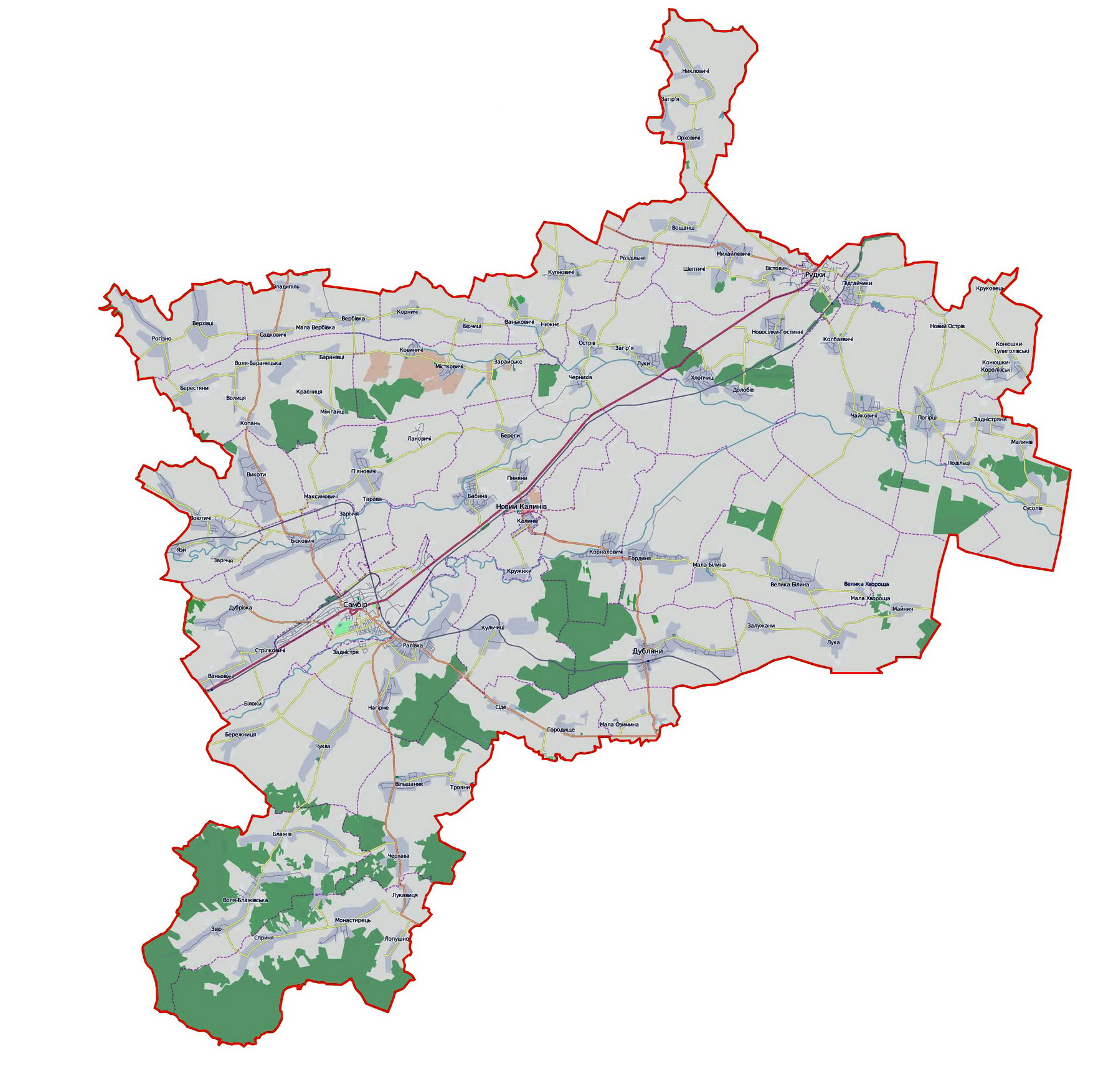

洛普什諾（烏克蘭語：Лопушно），是烏克蘭西部的村莊，隸屬利維夫州的桑比爾區。該村始建於1375年，面積6.5平方公里，海拔高度433米，2001年人口148，人口密度每平方公里22.77人。